# Lista de municípios da Região Metropolitana da Baixada Santista
Os 9 municípios da Região Metropolitana da Baixada Santista são as subdivisões oficiais da Região Metropolitana da Baixada Santista ou RMBS. A RMBS, criada pela Lei Complementar Estadual de São Paulo n° 815, de 30 de julho de 1996, possui uma área de 2373 km² e uma população de 1 668 428 habitantes. O principal município dessa região é a sede, Santos, onde se localiza o principal porto do Brasil, é o município mais populoso, com 417 098 habitantes, e possui o maior PIB, de R$ 19 704 882 000. Outros municípios importantes são Cubatão, município que conta com um grande polo petroquímico e siderúrgico representado pela Cosipa e pela Refinaria Presidente Bernardes; São Vicente, a cidade mais antiga do Brasil, fundada em 22 de janeiro de 1532, e também uma região turística; e Guarujá e Praia Grande, que recebem grande número de turistas.
A RMBS é considerada pelo IBGE como uma região metropolitana emergente, ou seja, apesar de o município principal possuir menos que 800 mil habitantes, possui um grande grau de integração entre seus municípios, o que pode caracterizá-la como uma região metropolitana.

## Municípios
| Município    | Área  | População (2022) | Densidade demográfica | PIB (2005)     | PIB per capita (2005) | IDH-M (2000) | Coeficiente de Gini (2003) |
| ------------ | ----- | ---------------- | --------------------- | -------------- | --------------------- | ------------ | -------------------------- |
| Bertioga     | 492   | 64.018           | 89,90                 | 386 937 000    | 9 285                 | 0,792 médio  | 0,440                      |
| Cubatão      | 142   | 128.645          | 912,55                | 5 372 360 000  | 45 120                | 0,772 médio  | 0,450                      |
| Guarujá      | 143   | 311.116          | 2 124,25              | 2 585 481 000  | 8 646                 | 0,788 médio  | 0,450                      |
| Itanhaém     | 599   | 107.927          | 145,81                | 560 088 000    | 6 348                 | 0,779 médio  | 0,420                      |
| Mongaguá     | 143   | 61.062           | 308,30                | 279 061 000    | 6 178                 | 0,783 médio  | 0,430                      |
| Peruíbe      | 326   | 69.321           | 176,95                | 410 133 000    | 6 494                 | 0,783 médio  | 0,440                      |
| Praia Grande | 149   | 334.834          | 1 674,84              | 1 751 999 000  | 7 377                 | 0,796 médio  | 0,440                      |
| Santos       | 280   | 414.029          | 1 489,64              | 8 765 521 000  | 20 954                | 0,871 alto   | 0,470                      |
| São Vicente  | 148   | 334.632          | 2 235,10              | 1 795 580 000  | 5 517                 | 0,798 médio  | 0,460                      |
| Total        | 2 373 | 1 668 428        | 703,09                | 21 907 160 000 | 13 130,42             | 0,817 alto   | 0,444a                     |

## Galeria

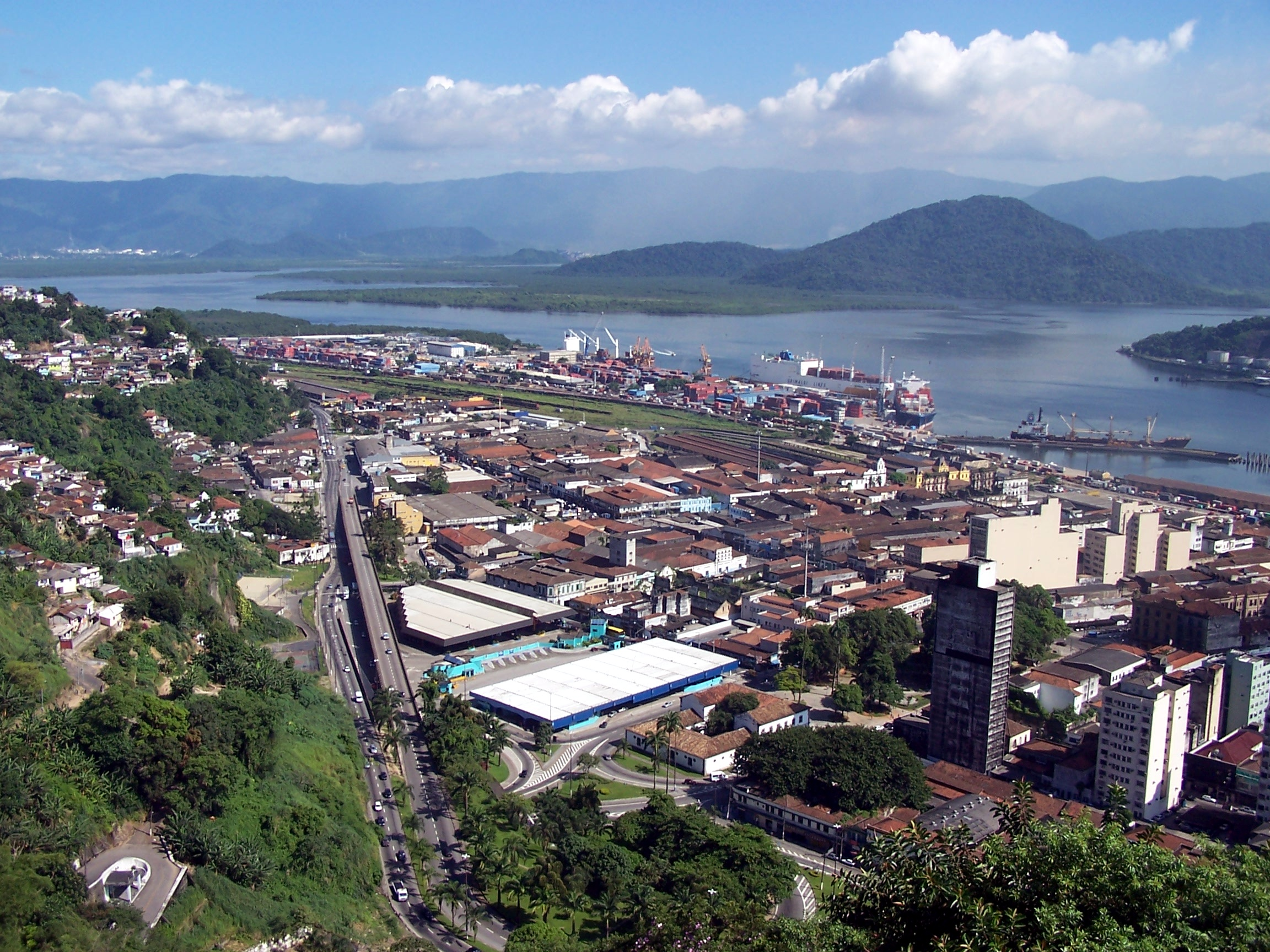
Santos
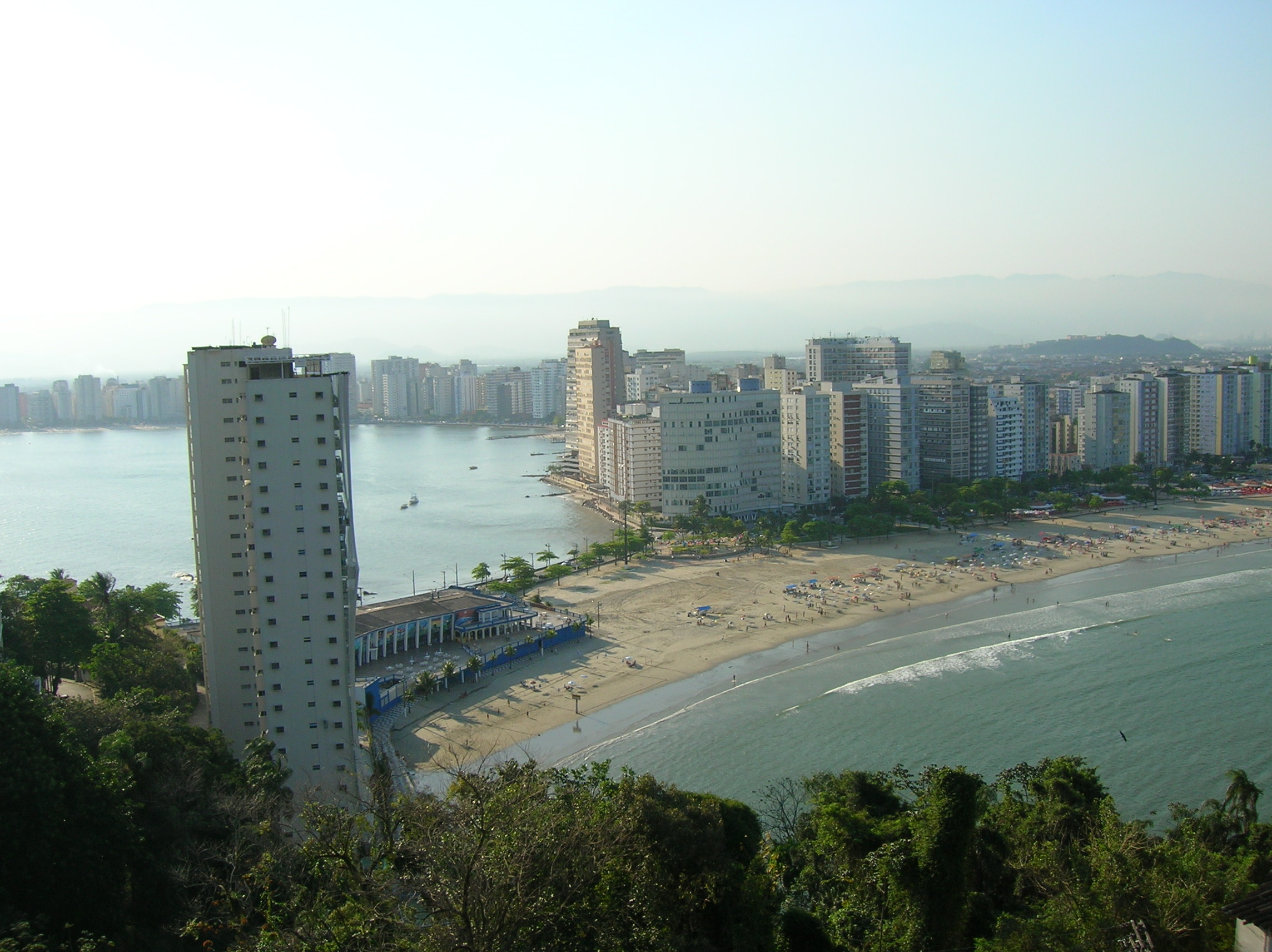
São Vicente
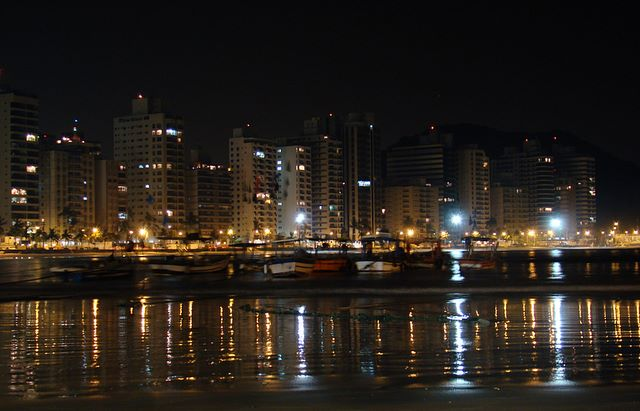
Guarujá